# Kiss the Girl
«Kiss the Girl» (с англ. — «Поцелуй девушку») — песня из мультфильма «Русалочка» компании Disney в стиле калипсо, сочиненная Аланом Менкеном на стихи Ховарда Эшмана. В мультфильме песню исполнил Сэмюэл Э. Райт. Она была номинирована на премию «Оскар» за лучшую песню одновременно с другой песней из «Русалочки» «Under the Sea», которая в конечном итоге выиграла награду.

## История
Песня написана в тональности до мажор. Себастьян исполняет ее во второй день пребывания Ариэль в человеческом облике когда она и Эрик находятся в лодке, чтобы создать романтическое настроение и вдохновить Эрика поцеловать ее.

## Сертификации
| Регион                                                                      | Сертификация | Продажи |
| --------------------------------------------------------------------------- | ------------ | ------- |
| Великобритания (BPI)                                                        | Серебряный   | 200 000 |
| Данные о продажах + прослушиваниях приведены только на основе сертификации. |              |         |

## Кавер-версии «Kiss the Girl»
Little Texas
Кантри-группа Little Texas записала версию на альбоме 1996 года The Best of Country Sing the Best of Disney. Это исполнение достигло пика на #52 в чарте Hot Country Songs.
Peter André
Когда Русалочка была снова выпущена в фильмах, британский артист Peter André исполнил ремикс на песню 1998, где она попала на 9 строку в UK Singles Chart.
Эшли Тисдейл
В 2006 году, когда Русалочка была снова выпущена на DVD 2-дисковым выпуском Платиновой коллекции Disney, другое исполнение песни было записано Эшли Тисдейл. Песня была впервые услышана на Radio Disney 4 сентября 2006 года, а клип вышел в свет 6 сентября 2006 на Disney Channel, сразу после эпизода ситкома Всё тип-топ, или Жизнь Зака и Коди. Она также была включена в Disneymania 5.
В клипе показана девушка на школьном балу. Когда она тусует со своими подружками, то замечает парня, который не отводит от неё глаз. Друг парня подговаривает пообщаться с Тисдейл, но каждый раз, когда он приближается, она куда-то уходит. Видео заканчивается тем, что Тисдейл просит его потанцевать, а потом она целует его в щеку. Tooth Tunes включил песню в один из их продуктов.

## Чарты
На первой неделе апреля 2007 года версия Тисдейл «Kiss the Girl» дебютировала в Billboard в Bubbling Under Hot 100 Singles на #16 (что эквивалентно #116). Неделю спустя песня дебютировала в Billboard Hot 100 на #81.
| Чарт (2007)                              | Наивысшая позиция |
| ---------------------------------------- | ----------------- |
| Американский Billboard Hot 100           | 81                |
| Американский Billboard Pop 100           | 74                |
| Американский Billboard Hot Digital Songs | 68                |
| UK Singles Chart                         | 86                |

### Disneymania
- Версия группы No Secrets была включена в сборник Disneymania, выпущенный 17 сентября 2002 года.
- Версия Vitamin C была включена в сборник Disneymania 3, выпущенный 15 февраля 2005 года.
- Версия Эшли Тисдейл была включена в сборник Disneymania 5, выпущенный 27 марта 2007 года.
- Колби Кайллат перепела эту песню для сборника Disneymania 6, выпущенного 20 мая 2008 года.

### Kiss the Girl… Продолжение
Комедийный веб-сайт CollegeHumor выпустил пародию на песню, назвав её Kiss the Girl… Продолжение. И видео, и песня пародия на оригинальный сценарий из мультика, где пара на шлюпке (предположительно человеческие версии Ариэль и принца Эрика) не только успешно целуются, но и также занялись сексом. В одной из сцен после «непристойного предложения» от Эрика Ариэль раздражена, и раскрывается неудобная ситуация. Помимо человеческих ролей, в клипе есть декорации лагуны, схожей с оригиналом с широким набором кукол, аналогичных различным созданиям, такими как очевидная пародия на краба Себастьяна.